# Jim Gray
James Nicholas "Jim" Gray, född 1944, försvunnen till havs 28 januari 2007, var en amerikansk datalog specialiserad på databasteori och transaktionshantering.

## Biografi
Gray studerade vid University of California i Berkeley där han tog sin kandidatexamen i matematik och statistik 1966 samt sin filosofie doktorsexamen i datavetenskap 1969. Han var den förste att promoveras till doktor vid Berkleys institution för datavetenskap. Grays karriär innefattar positioner vid IBM, Tandem Computers samt DEC.
Gray blev tilldelad Turingpriset 1998 för "inflytelserika bidrag inom databaser och transaktionsprocessning, forskning och tekniskt ledarskap i systemimplementation" samt ACM SIGMOD Edgar F. Codd Innovations Award 1993. Gray blev 1995 invald till medlem i The National Academy of Engineering (NAE).
Gray arbetade vid försvinnandet vid Microsoft Research sedan 1995.

## Försvinnande till havs
Gray anmäldes som saknad den 28 januari 2007 efter en soloseglats till Farallonöarna nära San Francisco. Syftet med seglatsen var att sprida sin avlidna mors aska över havet. Kustbevakningen letade under fyra dagar understödda av ett C-130-flygplan utan att lyckas lokalisera Gray eller hans båt.
Grays båt var utrustad med EPIRB, vilken borde börjat sända ögonblicket båten sjönk. Vädret var under tiden för försvinnandet klart och inga incidenter om fartygskollisioner finns rapporterade, inte heller sändes något SOS-anrop. Familjen Gray avbröt sökandet den 31 maj 2007.

## Forskning
Grays forskning var till största delen fokuserad kring databassystem och transaktionshantering. Han har bidragit till en mängd databassystem såsom System R (IBM), NonstopSQL (Tandem Computers), TerraServer-USA samt SkyServer (Microsoft). Gray arbetade vid tiden för sitt försvinnande med distribuerade databaser.

## Publikationer

### Artiklar (i urval)
- J. Gray A Transaction Model i Lecture Notes in Computer Science, V. 85, 1980, sid. 282-298.
- J. Gray, R. Lorie, G.F. Putzolu, och I.L. Traiger Granularity of Locks and Degrees of Consistency i Modeling in Data Base Management Systems, G.M. Nijssen ed. 1976, sid. 364-394.
- J. Gray, R. Lorie, G.F. Putzolu Granularity of Locks in a Shared Database i Proceedings of International Conference on Very Large Databases, ACM Conference Record, 1975. sid. 231-248.

### Böcker
- Transaction Processing: Concepts and Techniques (med Andreas Reuter) (1993) ISBN 1-55860-190-2
- The Benchmark Handbook: For Database and Transaction Processing Systems (1993) ISBN 1-55860-292-5